# Wegelius Television
Wegelius Television var ett svenskt TV-produktionsbolag, grundat 1990. År 2002 bytte företaget namn till Mastiff. Verksamheten uppgick genom sammanslagning 2003 i MTV Mastiff, senare kallat Mastiff.

## Historia
Bolaget grundades av Annie Wegelius efter att hon valt att sluta som programdirektör för TV3. Inledningsvis var hon förbjuden att konkurrera med TV3, så bolaget drevs i blygsam skala på konsultbasis. År 1991 såldes den första programidén, Tur i kärlek, till TV4. Snart byggdes dock verksamheten ut och dotterbolag etablerades i Danmark och Norge. Bolaget fokuserade på utveckling av programidéer och hade inte så mycket egen teknisk utrustning.
I december 1994 såldes företaget till Bonnierkontrollerade Svensk Filmindustri. Wegelius behöll en minoritetspost på nio procent. Under år 1994 hade bolaget en omsättning på 100 miljoner kronor.
Animatören Magnus Carlsson arbetade som kreativ producent på Wegelius och bidrog till skapandet av animationsstudion Wegelius Animation. Animationsstudion såldes snart till SF och bytte namn till Happy Life.
Wegelius lämnade det företag hon grundat den 1 juli 1997. Hon efterträddes av Morten Aass som lett företagets norska verksamhet. Aass lämnade i sin tur i november 1999. Han efterträddes av Brita Sohlberg. Under Sohlbergs ledning bytte företaget namn till Mastiff Media vid årsskiftet 2001/2002.
År 2003 gick företaget ihop med MTV Produktion. Rent teknisk kom sammanslagningen till stånd genom att MTV köpte Mastiff genom en riktad nyemission. Produktionsverksamheterna i MTV och Mastiff slogs samman under namnet MTV Mastiff, vilket förkortades till enbart Mastiff år 2008.

## Produktioner
- Tur i kärlek, 1991-, TV4[9][2]
- Casanova, 1992-, TV4[9][3]
- Här är ditt kylskåp[9], 1992-, producerat med SVT Norrköping[3]
- Maj Fant, 1993-, TV4[9]
- Stora famnen[9], 1993-, TV4
- Lingo, 1993-, TV4[9]
- Uppdraget, 1993-, TV4
- Ni bad om det[9], 1994, SVT
- Man o man, 1994-, TV3[9]
- Men hallå, 1995-, TV4[2]
- Super Rebus, 1995-, TV3[2]
- Damernas Värld, 1995-[2]
- Alla möjliga jobb, 1996, SVT
- Cluedo – en mordgåta, 1996, TV4
- Så ska det låta[10], 1997-, SVT
- Alice Bah, 1998-1999, TV4
- Sjätte dagen, 1999, SVT, med SVT Drama Göteborg[11]
- Den stora klassfesten, 1999-, TV3
- Guinness rekord-TV, 2001 (från säsong 2)[12], TV3
- Radio[13], 2001, Kanal 5